# ژان کوکتو
ژان موریس اوژن کلمان کوکتو (به فرانسوی: Jean Cocteau) (زاده ۵ ژوئیه ۱۸۸۹ – درگذشته ۱۱ اکتبر ۱۹۶۳) شاعر، نقاش، فیلم‌ساز، نمایشنامه نویس و کارگردان فرانسوی بود.

## زندگی

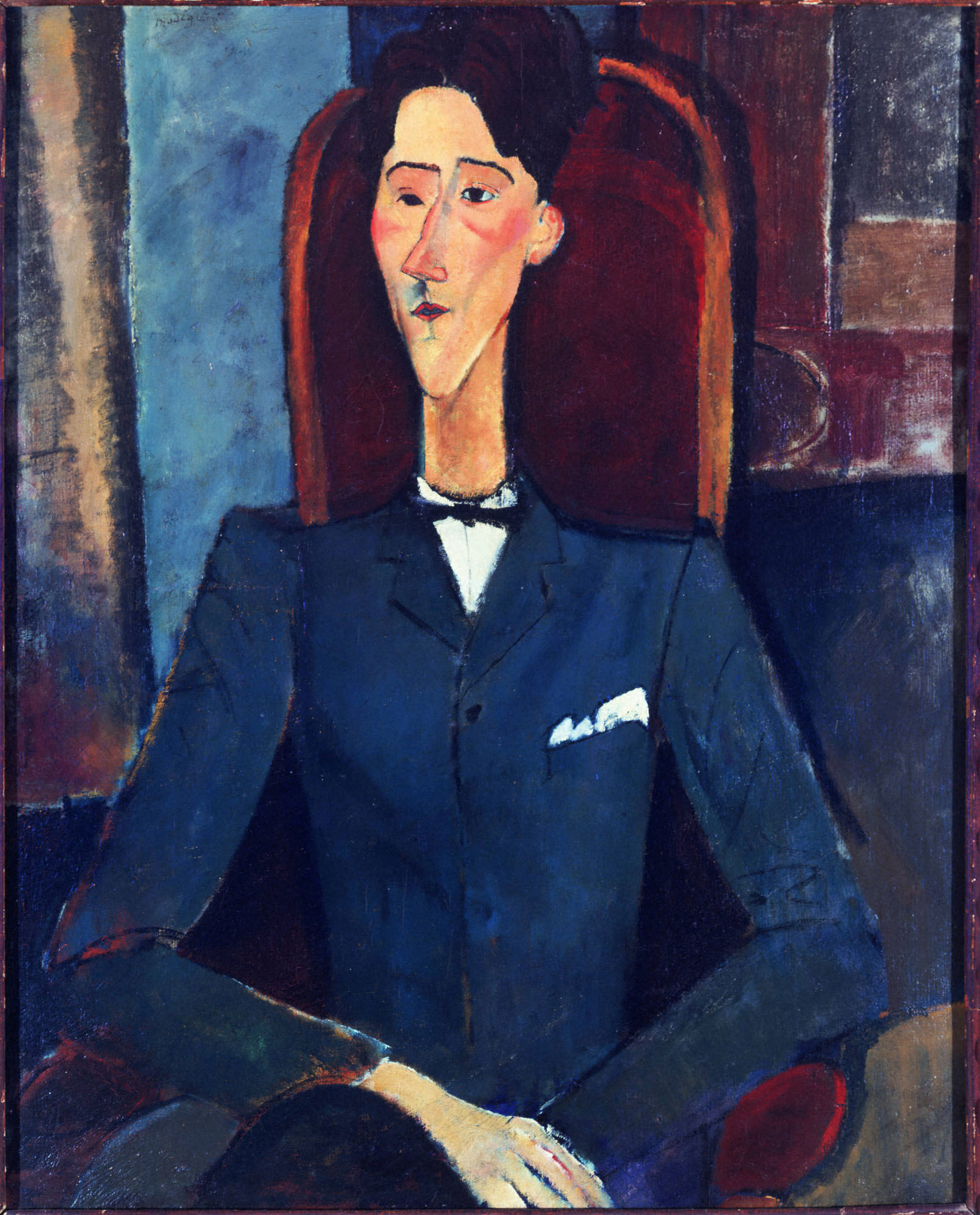
آمادئو مودیلیانی، Jean Cocteau, 1916, Henry and Rose Pearlman Collection, on long-term loan to the موزه هنر دانشگاه پرینستون

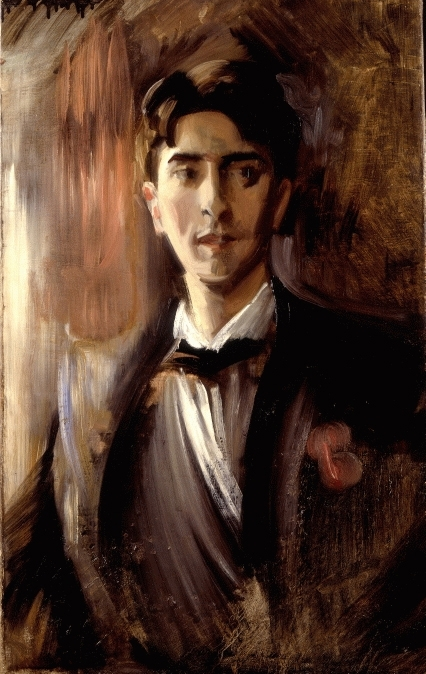
Portrait of Jean Cocteau by Federico de Madrazo y Ochoa, ca. 1910-1912

کوکتو در سال ۱۸۸۹ در مزون لفیت روستایی نزدیک پاریس به دنیا آمد. پدرش وکیل و نقاش آماتور بود. از همان سال‌های نوجوانی اکثر رشته‌های هنری را تجربه کرد و آثاری را آفرید. نخستین‌بار به سیرک و تئاتر علاقه‌مند شد ولی به زودی به رشته‌های دیگر کشیده شد.
او چند مجموعه شعر و نمایشنامه نوشت. او از کارگردانان پرکار تئاتر بود. زندگی کوکتو با ژان ماره، بازیگر فرانسوی، در نوشته‌های کوکتو بسیار تأثیر گذاشت. سرانجام او در سال ۱۹۶۳ درگذشت.
کوکتو جمله معروف و قابل تأملی در خصوص ساده یا پیچیده کردن ادبیات دارد. او معتقد است: «ادبیات، شکل پیچیده‌ای برای بیان مسایل ساده نیست، بلکه ساده‌ترین شکل برای بیان مسایل پیچیده است.» این سخن او، نقطه مقابل ویکتور شکلوفسکی (1893 - 1984) (نظریه پرداز روسی) محسوب می شود.
کوکتو به عنوان یکی از حامیان مهم هنر آوانگارد تأثیر به سزایی روی کار دیگران آهنگسازان و از جمله گروه شش گذاشت. در اوایل دهه بیست زندگیاش،

## فیلم‌شناسی
- خون یک شاعر (۱۹۳۰)
- دیو و دلبر (۱۹۴۶)
- والدین وحشتناک (۱۹۴۸)
- اورفه (۱۹۵۰)
- ۸ در ۸: سونات شطرنج در ۸ موومان (۱۹۵۷)
- وصیت‌نامه اورفه (۱۹۶۰)

## کتاب
- پاریس همراه با یادداشت‌هایی در باب عشق اثر ژان کوکتو نشر درون چاپ اول ۱۳۹۹